# Nisída Vrómonas
Nisída Vrómonas är en ö i Grekland.   Den ligger i prefekturen Nomós Kefallinías och regionen Joniska öarna, i den centrala delen av landet, 240 km väster om huvudstaden Aten. Arean är 1,0 kvadratkilometer.
Terrängen på Nisída Vrómonas är lite kuperad. Öns högsta punkt är 133 meter över havet. Den sträcker sig 1,8 kilometer i nord-sydlig riktning, och 1,0 kilometer i öst-västlig riktning.